# Ava Gardner
Ava Lavinia Gardner (ur. 24 grudnia 1922 w Grabtown, zm. 25 stycznia 1990 w Londynie) – amerykańska aktorka filmowa i piosenkarka, symbol seksu lat 40. i 50. American Film Institute umieścił ją na 25. miejscu w rankingu „największych aktorów wszech czasów” (The 50 Greatest American Screen Legends).
W 1941 podpisała kontrakt z MGM, który obowiązywał do 1958. Zyskała rozgłos rolą femme fatale w Zabójcach. Wystąpiła w około 60 filmach. Największe sukcesy odnosiła w okresie „Złotej Ery Hollywood” i w latach 60. W kolejnych dekadach występowała sporadycznie. Do jej najbardziej znanych filmów należą: Statek komediantów, Mogambo (nominacja do Oscara), Bosonoga Contessa, Ostatni brzeg, Noc iguany, Siedem dni w maju, Trzęsienie ziemi. Aktywna zawodowo do 1986. Była znana z burzliwego życia prywatnego i bezkompromisowości. Od połowy lat 50. mieszkała w Hiszpanii, a od końca lat 60. w Wielkiej Brytanii. Trzykrotnie zamężna, nie miała dzieci. Zmarła na zapalenie płuc w wieku 67 lat.

## Życiorys

### Dzieciństwo
Urodziła się w Grabtown, w hrabstwie Johnston (Karolina Północna) jako najmłodsze z siedmiorga dzieci Mary „Molly” Elizabeth (1883–1943) i Jonasa (1878–1938) Gardnerów. Imię otrzymała po swojej cioci, pannie Avie Virginii. Ojciec był dzierżawcą ziemi, który z powodów finansowych często opuszczał dom w poszukiwaniu pracy. Kobieta nie znała swoich dziadków, ale najprawdopodobniej rodzice Jonasa rozstali się, co w kulturze Południa było wówczas czymś rzadko spotykanym. Wiadomo ponadto, że James Bailey Gardner, dziadek Avy, zmagał się z problemami psychicznymi. Najprawdopodobniej przodkowie przyszłej aktorki pochodzili z Irlandii i Szkocji. Rodzina Gardnerów mieszkała w domu zbudowanym przez Jonasa, bez bieżącej wody, elektryczności i z wychodkiem na zewnątrz. W roku 1910 w wyniku nieszczęśliwego wypadku zmarł Raymond, pierwszy syn Jonasa i Molly. W 1924 z powodu pożaru i utraty majątku rodzina przeniosła się do tzw. „teacherage”, czyli pensjonatu dla nauczycieli, w którym jako sprzątaczka i kucharka pracowała Molly. Ava zajmowała się tam głównie prasowaniem odzieży. Łączyła ją wówczas bliska relacja z jedną ze służących, czarnoskórą Virginią, z którą często chodziła do kina.
W 1935 w konsekwencji wielkiego kryzysu rodzina przeniosła się do Newport News w stanie Wirginia. Molly pracowała w podobnym charakterze, ale tym razem przygotowywała posiłki głównie dla rybaków i dokerów. Ava rozpoczęła naukę w Newport News. Już pierwszego dnia w szkole nauczycielka poprosiła ją, aby przed klasą wyjaśniła pochodzenie swojego oryginalnego imienia, powiedziała skąd pochodzi i czym się zajmują jej rodzice. Było to dla niej krępujące ze względu na odmienny akcent, który sprawiał, że brzmiała jak zbieraczka bawełny z Przeminęło z wiatrem. Problemy finansowe w rodzinie były na tyle spore, że niemal przez cały rok musiała chodzić do szkoły w tej samej spódniczce, podczas gdy inne dziewczęta zmieniały je praktycznie co tydzień.
Po śmierci Jonasa w 1938 młoda Gardner zamieszkała w Rock Ridge w Karolinie Północnej, gdzie ukończyła miejscową szkołę średnią i rozpoczęła naukę w Atlantic Christian College. Wkrótce Molly zachorowała na raka i mimo pomocy Howarda Hughesa, który zaangażował do opieki najlepszych onkologów, matka Avy zmarła 21 maja 1943, czyli w dzień rozwodu własnej córki.

### Droga do kariery

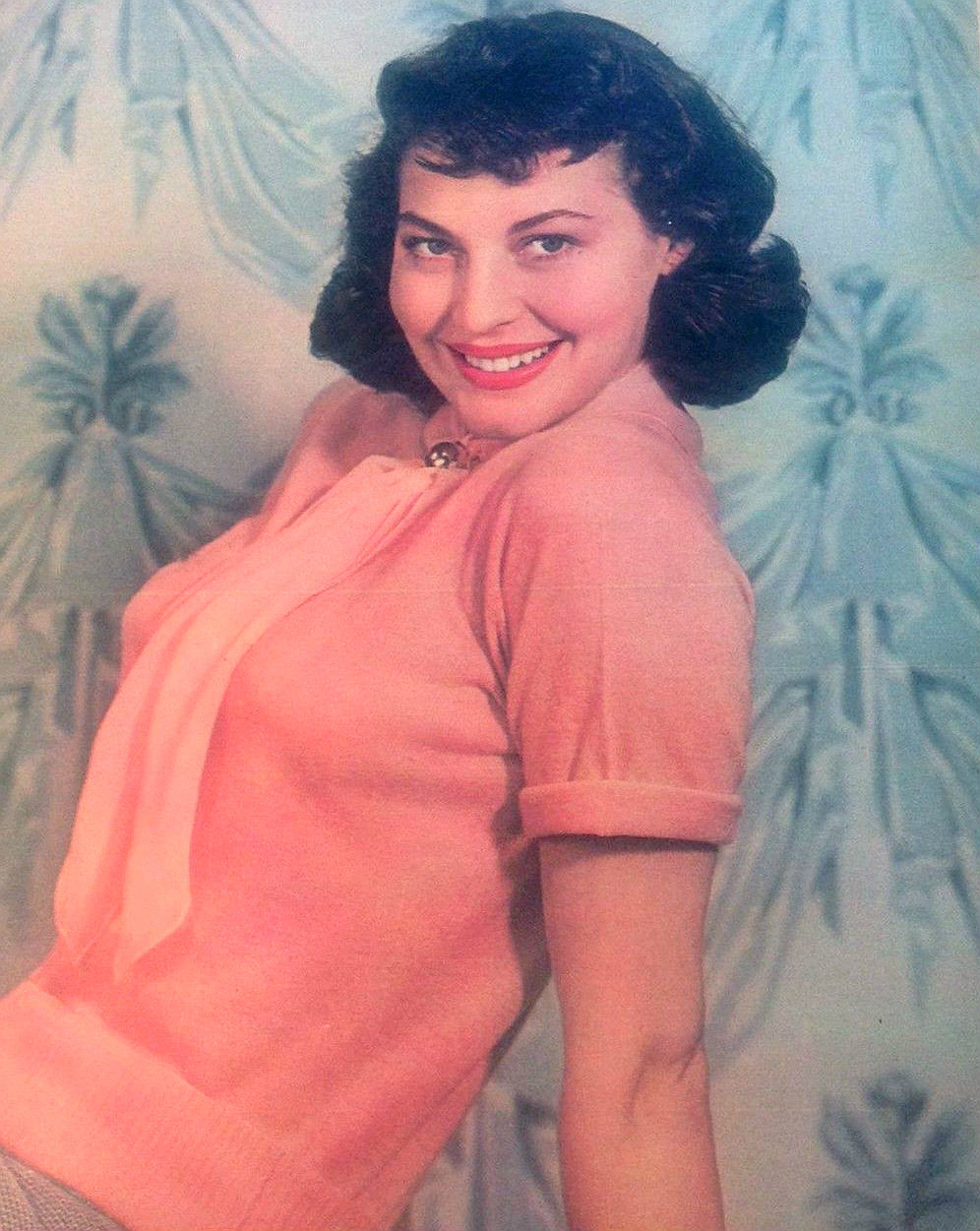
Gardner w 1947 r.

Na początku lat 40. fotograf Larry Tarr, drugi mąż Beatrice, siostry Avy, spostrzegł fotogeniczność oraz urodę Avy i wystawił jej portret w oknie wystawowym swojego sklepu na Piątej Alei w Nowym Jorku. Na zdjęcia dziewczyny zwrócił uwagę Barney Duhan. Związany ze światem filmu mężczyzna zadzwonił do Tarra z prośbą o numer telefonu Avy, z którą chciał się umówić. Ponadto nadmienił, że ma odpowiednie koneksje z decydentami wytwórni filmowej. Fotograf zareagował błyskawicznie i dostarczył nowe zdjęcia Gardner wprost do biura MGM w Nowym Jorku. Wkrótce kobieta została zaproszona na rozmowę z przedstawicielem studia, Marvinem Schenckiem. Zdjęcia próbne przebiegły standardowo, a głosu Gardner nawet nie próbowano nagrywać ze względu na mało zrozumiały, południowy akcent. Ava wróciła do domu przekonana, że nic z tego nie będzie. Ku jej zaskoczeniu kilka tygodni później MGM zaproponowało jej siedmioletni kontrakt filmowy. „Nie potrafi śpiewać, tańczyć ani mówić. Jest zjawiskowa!” – miał powiedzieć Louis B. Mayer o debiutantce. Przez pierwsze lata Gardner zagrała w 25 filmach, ale zwykle w roli statystki, postaci trzecioplanowej. Pod okiem specjalisty pracowała nad usunięciem jej charakterystycznego akcentu. Pierwszym ważniejszym filmem w karierze aktorki był kryminał noir Whistle Stop z 1945, gdzie zagrała u boku George’a Rafta. Aktorka, jak na debiutantkę przystało, czuła się raczej niepewnie. Jej scena pocałunku naruszyła zasady zapisane w Kodeksie Haysa, co paradoksalnie sprawiło, że Gardner stała się bardziej rozpoznawalna i dzięki temu John Huston zaangażował ją do Zabójców.

### Zabójcyi przełom w karierze

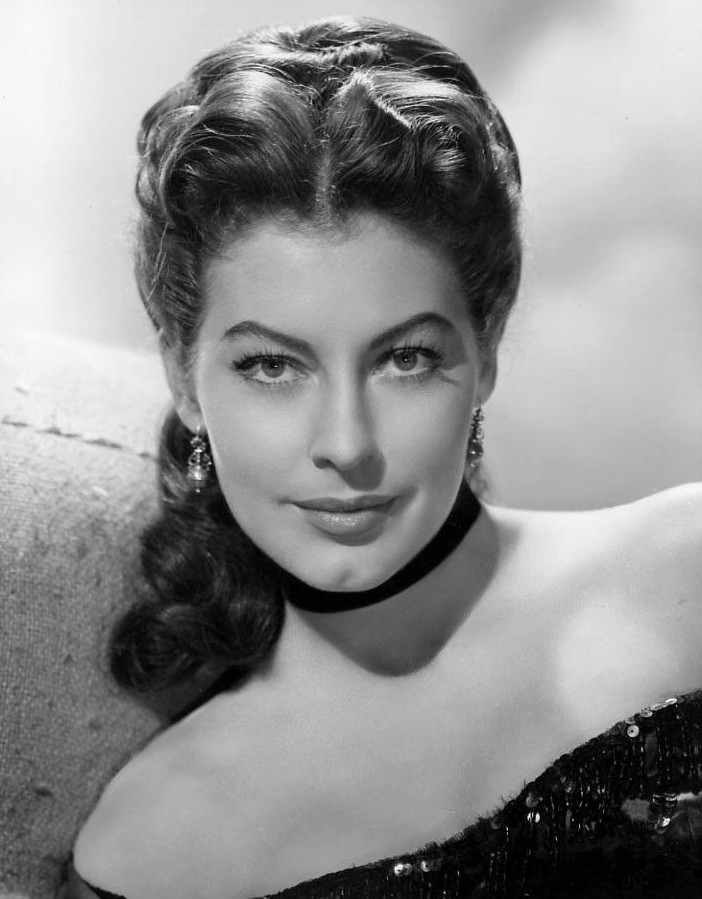
Gardner w Statku komediantów

Gardner była pierwszym wyborem producenta Marka Hellingera do roli femme fatale Kitty Collins. Według Gardner reżyser Robert Siodmak był wymagający, mówiąc do niej wprost: „Jeżeli nie zagrasz jak trzeba, uderzę Cię”. Gardner przyznawała, że jej histeryczna reakcja w jednej ze scen była tylko częściowo udawana; reszta była autentycznym strachem przed Siodmakiem. Rola Kitty w 1947 przyniosła Gardner nagrodę magazynu „Look” dla najlepiej zapowiadającej się aktorki. Krytycy uznali jej kreację za wiarygodną, a jej postać za „zmysłową i sardoniczną”. Femme fatale w kreacji Gardner uważana jest za jedną z najlepszych, ikonicznych w historii kina. Po roli w Handlarzach otrzymała nowy kontrakt ze stawką początkową 1250 dolarów tygodniowo. Wytwórnia zaczęła traktować ją jak gwiazdę filmową. Przydzielono jej trzypokojowe pomieszczenie, największe z dostępnych dla kobiet, które wcześniej służyło Normie Shearer przez 8 lat. Wytwórnia nazwała ją „Czarującą dziewczyną” Hollywood 1948 roku, ale w oficjalnych komunikatach nie wspominano o jej wówczas najważniejszych filmach, czyli Whistle Stop i Zabójcach, ponieważ grała w nich dla Universal Studios Entertainment. Następne filmy Gardner, takie jak: noir Łapówka czy dramat Wielki grzesznik, były przeciętnie oceniane i do końca lat 40. aktorka nie zagrała w wielkim hicie. W 1951 roku gościła na okładce poczytnego „Time’a”, co było wówczas dużą nobilitacją. Przedstawiono ją jako „córkę rolnika”, która może stać się „najlepsza w Hollywood od czasów Jean Harlow”.

### Statek komediantów
W 1938 MGM nabyła prawa do musicalu od Universal Studios Entertainment. Początkowo do roli Julii rozważano Lenę Horne i Dinę Shore, ale reżyser George Sidney zaproponował Gardner. Aktorka na zdjęciach próbnych wykonywała piosenkę Can’t Help Lovin’ Dat Man of Mine. W przygotowaniach wokalnych do filmu aktorce pomagał muzyk Roger Edens. Gardner starała się imitować głos Leny Horne. Przez wiele tygodni producenci nie mogli się zdecydować czy śpiew aktorki rzeczywiście miał zostać nagrany na potrzeby filmu czy też miała być dubbingowana przez profesjonalną wokalistkę. Zdecydowano, aby w filmie partie wokalne śpiewała Annette Warren, która już wcześniej dubbingowała Gardner. Dział prawny wytwórni stwierdził jednak, że niemożliwe jest, aby na płycie z piosenkami filmu pojawiło się nazwisko i wizerunek aktorki, skoro nie śpiewa żadnej piosenki. W konsekwencji Gardner nagrała własne wersje piosenek, za które pobierała tantiemy. Musical był jednym z bardziej dochodowym filmów 1951. Pod wrażeniem prezencji aktorki był także „The New York Times”.

### Śniegi Kilimandżaro

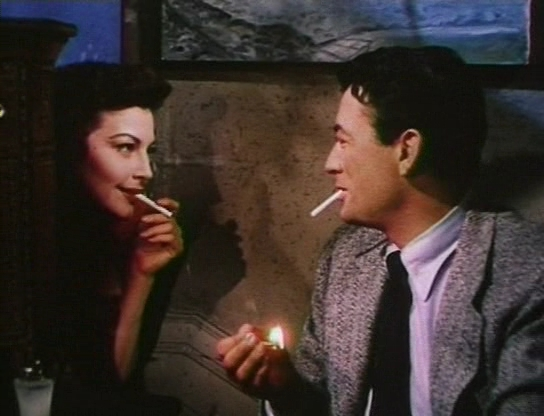
Gardner i Peck w Śniegach Kilimandżaro

Kilka tygodni po ślubie z Frankiem Sinatrą aktorka zgodnie z umową miała zagrać w filmie, na podstawie opowiadania Ernesta Hemingwaya, dla wytwórni 20th Century Fox. Gardner rozumiała i polubiła postać Cynthii, jaką miała zagrać u boku Gregory’ego Pecka. Widziała w niej w pewnym sensie samą siebie. Film był jednym z nielicznych, przy powstawaniu którego dobrze pracowało się aktorce. Dramat Śniegi Kilimandżaro okazał się jednym z największych hitów 1952 roku i zebrał generalnie pozytywne noty od krytyków. Aczkolwiek Hemingway powiedział Gardner, że „jedynymi dobrymi rzeczami w tym filmie byłaś ty i zdechły kot”. „Variety” napisał, że aktorka „uczyniła Cynthię czarującą i uwodzicielską, coś wyjątkowego”.

### Mogambo
Remake Kaprysu platynowej blondynki powstawał w Afryce. Gardner wcieliła się w rolę temperamentnej Eloisy Kelly, która konkuruje z Lindą (Grace Kelly) o uczucie Victora (Clark Gable). Praca w afrykańskim klimacie była niezwykle trudna nie tylko ze względu na wysokie temperatury. W jednej ze scen do namiotu bohaterki granej przez Gardner wchodzi lampart. Owa scena miała miejsce w rzeczywistości, ale aktorce nic się nie stało. Początkowo współpraca z reżyserem Johnem Fordem nie układała się właściwie, ale ostatecznie Ford i Gardner doszli do porozumienia, a aktorka niektóre kwestie improwizowała. „Najwredniejszy człowiek na świecie. Samo zło. Uwielbiałam go!” – wspominała po latach reżysera. Na planie Gardner miała zwyczaj kąpać się nago w balii, napełnianej przez jednego z tubylców. Nie spodobało się to brytyjskiemu rządowi kolonialnemu. W odpowiedzi Gardner przespacerowała się nago przez cały obóz ekipy filmowej. Rola Eloise Kelly uważana jest za jedną z najlepszych w karierze aktorki. „The New York Times” pisał, że Gardner „jest tak kusząca jak tylko wamp może być”, „kradnie przedstawienie”. Aktorka została nominowana do Oscara w kategorii dla najlepszej aktorki pierwszoplanowej, ale w 1954 statuetka ostatecznie trafiła do Audrey Hepburn.

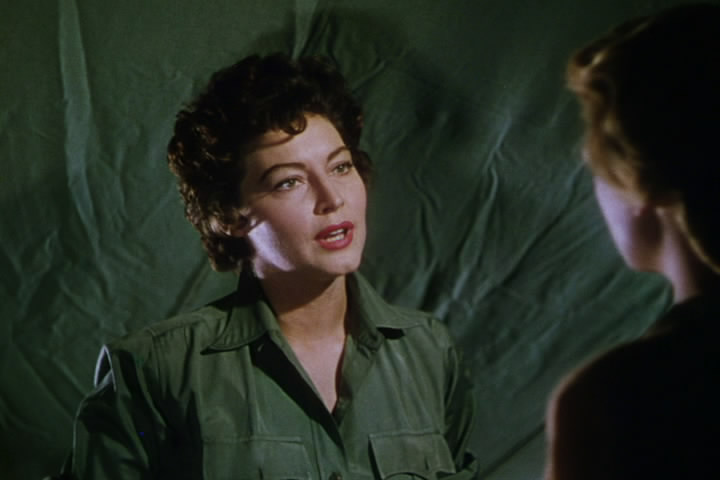
Gardner w Mogambo

### Bosonoga Contessa
Na planie Bosonogiej Contessy pracowała z Humphreyem Bogartem. Gardner twierdziła, że Bogart nie był zadowolony z castingu do filmu, gdyż wiele lepszych aktorek starało się o tytułową rolę. „W ogóle mnie nie szanował. I nigdy nie próbował tego ukryć. (…) Wiedział, że zarabiam więcej niż on i to go denerwowało”. Za pracę na planie Josepha Mankiewicza Gardner miała otrzymać 200 tys. dolarów i 10% zysku powyżej miliona. Faktycznie jednak aktorka otrzymała mniej ze względu na konstrukcję kontraktu z macierzystą wytwórnią, czyli MGM. Zdaniem Gardner film równie dobrze mógłby nazywać się Ava i Howard, bo fabuła faktycznie nawiązywała do życia magnata Howarda Hughesa, który notabene ingerował w scenariusz. Filmowa Maria Vargas przypominała Gardner – tak jak ona wychowała się w biedzie, ale została gwiazdą. W związku z budową postaci aktorka oczekiwała konkretnych wskazówek od reżysera, na co nie zawsze mogła liczyć. Pomimo trudności na planie film okazał się sukcesem komercyjnym, a krytycy docenili kreację Gardner Zgodnie przyznano, że Gardner nigdy lepiej się nie prezentowała ze względu m.in. na kostiumy od domu mody Fontanas. Film przypadł go gustu także François Truffautowi i Jeanowi Lucowi-Godardowi. W czasie promocji obrazu na pytanie dziennikarza, co sądzi o swojej kreacji postaci, odpowiedziała: „Kreacja? Niczego nie kreuję. Zostawiam to scenarzyście i reżyserowi. Nie jestem aktorką. Nie mam żadnych teorii na temat aktorstwa. Robię to co mam napisane w scenariuszu. Czytam cały i jest to zwykle katorga, złożona wciąż z tych samych klisz”. W latach 1953–1954 Gardner notowana była na liście najbardziej dochodowych gwiazd Hollywood.
Po nakręceniu przeciętnej Nagiej Mai, w 1958, aktorka przestała współpracować z macierzystą wytwórnią filmową i rozpoczęła karierę niezależną. Jej gaże wzrosły do 400 tys. dolarów. Od tego czasu często występowała w wielu filmach wyprodukowanych w Europie. Z tego okresu najbardziej jej znane kreacje to: Moira w apokaliptycznym dramacie Ostatni brzeg. Po przybyciu do Australii, gdzie kręciła Ostatni brzeg, wywołała spore kontrowersje wypowiadając się na temat tego kraju: „Przyjechałam tutaj, aby nakręcić film o końcu świata. Z pewnością jest to dobre miejsce na to”. Jeden z krytyków stwierdził, że Gardner „nigdy nie grała lepiej, ale też nigdy gorzej nie wyglądała”. Faktycznie aktorka w owym czasie miała poważne problemy z alkoholizmem.

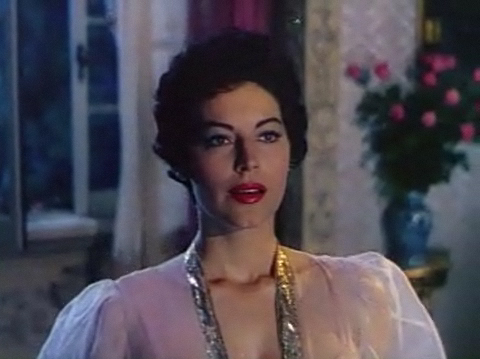
Gardner w Bosonogiej Contessie

### Lata 60.
Po kilkuletniej przerwie Gardner w 1962 zgodziła się wystąpić w dramacie historycznym 55 dni w Pekinie, opowiadającym o Amerykanach w czasie powstania bokserów. Lee Server – biograf aktorki – zasugerował, że zgodziła się ona na rolę w filmie, gdyż kręcono go niedaleko jej miejsca zamieszkania, w Hiszpanii. Podczas jednego ze spotkań, które Charlton Heston nazwał „makabrycznym”, aktorka bezpardonowo kwestionowała jakość scenariusza i jej rolę w obecności reżysera Nicholasa Raya. Philip Yordan twierdził, że aktorka „nie chciała pracować (…) miała problemy z koncentracją”. Paul Lukas spytany przez Gardner o to, co można zrobić, żeby lepiej im się pracowało, odpowiedział: „Dobrze by było, jakbyś przestała pić przed południem, każdego ranka”. Zachowanie aktorki utrudniało pracę na planie, a Ray doznał zawału serca, co dodatkowo skomplikowało realizację produkcji. Po premierze filmu, który okazał się komercyjną porażką, krytyk Leonard Mosley napisał tekst pod wymownym tytułem „Czy to zmierzch bogini?”. Zarzucił on kiepski występ aktorce, która jego zdaniem miała sprawiać wrażenie jakby pytała: „Boże, gdyby prosili mnie o dubel, to bym zaczęła krzyczeć”. Aktorka za pracę na planie otrzymała 500 tys. dolarów. Wkrótce Gardner odrzuciła rolę w Różowej Panterze i wystąpiła w bardzo dobrze przyjętym dramacie politycznym Siedem dni w maju, gdzie zagrała z Kirkiem Douglasem i Burtem Lancasterem. Ponadto John Huston, który przyczynił się do rozwoju kariery aktorki, przekonał Gardner do zagrania w ekranizacji sztuki Tennessee Williamsa Noc iguany.

### Noc iguany

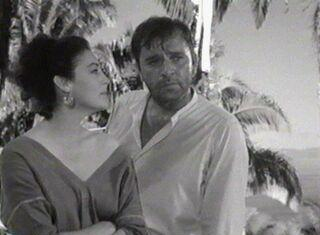
Gardner i Richard Burton w Nocy Iguany

Gardner grała Maxinę, owdowiałą właścicielkę zapadłego hotelu na wybrzeżu Pacyfiku, która walczy o uczucia zawieszonego w prawach pastora (Richard Burton). „Naprawdę udało mi się powołać tę damulkę do życia – mówiła o swojej roli Gardner”. Po przybyciu na plan w Meksyku aktorce zalecono pobyt w ośrodku odnowy biologicznej, aby wróciła do zdrowia i straciła na wadze. Aktorka wciąż nadużywała alkoholu, podobnie jak partner z planu, Richard Burton. Pomimo tego, że poza obowiązkowymi zdjęciami, nie chciała współpracować z dziennikarzami jeden z nich, Gjon Mili, bez jej zgody wciąż robił niepozowane zdjęcia. Aktorka zaatakowała go, kopiąc w żołądek, co niemal doprowadziło do trwałego uszczerbku na zdrowiu mężczyzny. Za rolę Maxiny Faulk otrzymała 400 tys. dolarów, ale także została doceniona nominacjami do nagrody BAFTA i Złotego Globu. „The Hollywood Reporter” stwierdził, że „Ava Gardner jest absolutnie doskonała”, a „Life” nazwał rolę Gardner „występem życia”.
Owocna współpraca z Hustonem zadecydowała o tym, że Gardner w roku 1964, w kolejnym filmie reżysera, zagrała rolę Sary w Biblii – jednym z największych hitów w owym czasie. Przez następne 3 lata nie występowała w żadnym filmie, odrzuciła rolę pani Robinson w Absolwencie. Przełom nastąpił po roli w Mayerlingu u boku Omara Shariffa, Catherine Denevue i Jamesa Masona. Gardner zagrała tam rolę cesarzowej Austrii. Recenzenci zauważyli, że dzięki „niepewnemu uśmiechowi i szorstkiemu głosowi, ta piękna kobieta jest najbardziej urzekającą postacią w filmie”.

### Lata 70.
Roddy McDowall, przyjaciel aktorki, przekonał ją do zagrania w swoim debiucie reżyserskim, horrorze Tam Lin. Mcdowall w rozmowie z krytykiem Rogerem Ebertem przyznał, że film miał być rodzajem hołdu dla aktorki, gestem miłości. Rola Michaeli Cazaret była sporym wyzwaniem aktorski i wymagała elastyczności, dynamiki od Gardner. Producenci Tam Lin borykali się z problemami finansowymi, wskutek czego film trafił do szerszej dystrybucji dopiero w 1972 i przeszedł bez większego echa. W tym samym roku premierę miał kolejny film Johna Hustona, western Sędzia z Teksasu, w którym aktorka grała razem z Paulem Newmanem. W 1974 producent Jennings Lan zaangażował aktorkę do roli w filmie katastroficznym Trzęsienie ziemi. Gardner w trudniejszych scenach występowała bez kaskadera, co spotkało się z uznaniem ekipy filmowej. „Trudno nazwać to aktorstwem – skwitowała swoją rolę Gardner”. W tym samym roku aktorka wzięła udział w obchodach 50. rocznicy wytwórni MGM. W 1976 zagrała w kolejnym filmie katastroficznym Skrzyżowanie Kassandra. Jednakże w przeciwieństwie do poprzedniego film został gorzej oceniony przez krytyków i nie odniósł sukcesu kasowego. Krytycy wytknęli zły casting Sophii Loren czy Burta Lancastera, a o Gardner pisali, że „była okropna w okropnej roli”.

### Lata 80. Schyłek kariery
W 1980 Gardner zagrała wraz Ianem McKellenem w filmie biograficznym Kapłan miłości o D.H. Lawrensie. Chociaż film został słabo przyjęty, to rola Mabel Dodge Luhan, w wykonaniu Gardner, była odebrana pozytywnie. „Gardner jest piękna, tajemnicza i po prostu pasuje do roli” – pisał Ebert w swojej recenzji. Ostatnim sensu stricto filmem kinowym w karierze aktorki był niskobudżetowy dramat Regina Roma z 1982, w którym zagrała u boku Anthony’ego Quinna. Od tego momentu aktorka występowała w serialach telewizyjnych jako m.in.: Agrypina w A.D., Ruth w Knots Landing czy Minnie Littlejohn w filmie telewizyjnym Długie, gorące lato.

### Radio
Gardner brała udział, tak jak wiele ówczesnych gwiazd, w słuchowisku radiowym Suspense, a ponadto występowała razem ze Steve’em Allenem i Bobem Hope’em. W 1952 roku wzięła udział w radiowej adaptacji Statku komediantów.

### Śmierć i pogrzeb
Gardner była nałogową palaczką i przez lata nadużywała alkoholu. Wskutek przewlekłej obturacyjnej choroby płuc w ostatnich latach życia nie podróżowała bez zapasu tlenu. W 1986 Gardner doznała udaru, wskutek czego przez jakiś czas nie mogła wstawać z łóżka, była częściowo sparaliżowana. W rozmowie z Peckiem i Rooneyem miała przyznać, że próbowała targnąć się na swoje życie ze względu na utratę niezależności, która definiowała ją przez całe życie. Ostatnie miesiące życia spędziła w Londynie wraz z gosposią Carmen Vargas i ulubionym psem rasy Welsh Corgi Cardigan. Na tydzień przed śmiercią w rozmowie z przyjacielem Sydneyem Guilaroffem stwierdziła, że czuje wodę w płucach i nie chce dłużej żyć. Dnia 25 stycznia 1990 roku po zjedzeniu śniadania Gardner zapadła w sen, z którego już się nie obudziła. Cztery dni później w Smithfield (na Sunset Memorial Park) odbył się, zgodnie z życzeniem zmarłej, skromny pogrzeb, na który przybyło około 50 krewnych i przyjaciół. Wśród wieńców znalazł się także ten od Sinatry. Światowe media żegnały aktorkę, nazywając ją: pięknością ekranu, zmysłową gwiazdą kina, legendarną femme fatale, ostatnią boginią.
Krytyk filmowy Charles Champlin tak podsumował Gardner:

Skala jej piękna była bez wątpienia królewska, ale, od początku wrażenie było takie, że ona jest niecierpliwa i niespokojna będąc na piedestale, tak jakby obawiała się tej skali. Jeśli Gardner była symbolem powodujących zawroty głowy pochlebstw, które niesie sława, była także symbolem frustracji i dezorientacji. Nie wszystko jest oczywiste, a linia pomiędzy ekranową fikcją, a prawdziwym życiem jest cienka.

## Życie prywatne
Po Bosonogiej Contessie jej pasją stało się flamenco. Najbardziej lubiła współpracować z Clarkiem Gable i Gregorym Peckiem. Jej ulubionymi potrawami były ciasto kokosowe i smażony kurczak. „Jadła dwa razy więcej niż ktokolwiek inny i trzy razy więcej mogła wypić” – wspominał John Hawkesworth. Słynęła z ostrego języka. Napisała autobiografię Ava, My Story, opublikowaną w 1990

Przyjaźniła się Leną Horne, Kathryn Grayson i z Laną Turner i to pomimo kontrowersji dotyczących związków z mężczyznami. Także z Ernestem Hemingwayem, Buddem Schulbergiem, Jamesem Baldwinem czy Henrym Millerem. Dzięki znajomości z Hemingwayem aktorka dostała rolę Cynthii Green w Śniegach Kilimandżaro. Jej ulubionym reżyserem był John Huston. Richard Burton tak charakteryzował Gardner:

Ona nie jest gwiazdą filmową, jest legendą. Pokocha cię lub znienawidzi. Niezależnie od tego i tak ją zapamiętasz.

O sobie samej mówiła tak:

Problemem jest to, że byłam ofiarą swojego wizerunku. Byłam promowana jako syrena i grałam te wszystkie seksowne damulki, ludzie mylili się, myśląc, że jestem taka poza filmem. Nie mogli być w większym błędzie. Wprawdzie nikt w to nie wierzy, ale jestem przeraźliwie nieśmiała. Byłam wieśniaczką i wciąż mam prowincjonalne, zwykłe wartości.

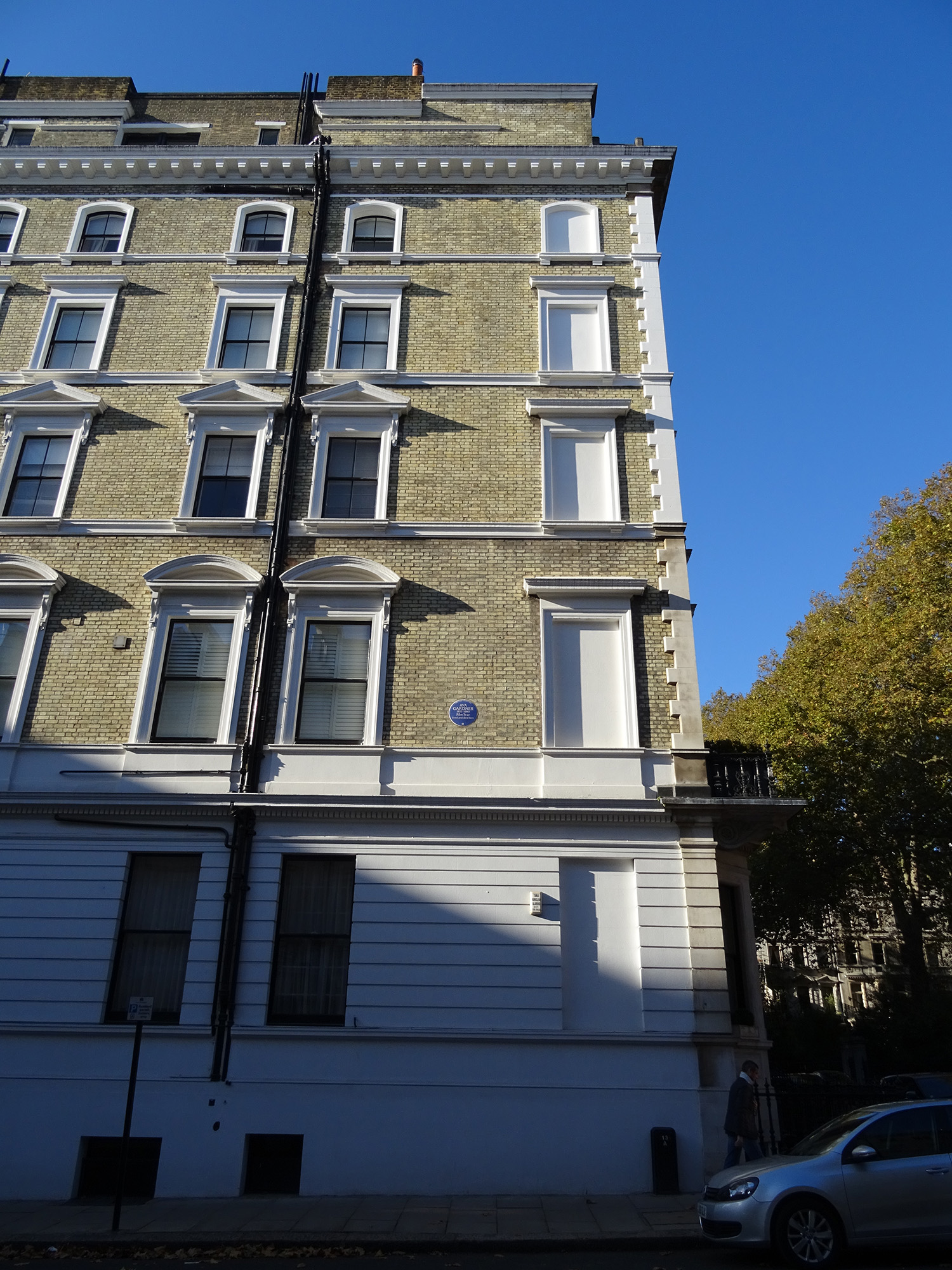
Mieszkanie Gardner w Londynie

Uchodziła za kobietę niezależną, niepodporządkowującą się innym, dominującą nad mężczyznami. O małżeństwach z Mickeyem Rooneyem i Artiem Shawem mówiła „lekko przyszło, lekko poszło”. Po rozstaniu z Rooneyem spotykała się z milionerem Howardem Hughesem, z którym w rzeczywistości niewiele ją łączyło. „On urodził się bogaty, ja nie. Był WASP-em, ja nie. Był rasistą. Kiedy powiedziałam mu, że moja najbliższa przyjaciółka Virginia jest czarnoskóra nie dzwonił do mnie przez sześć tygodni. (…) Niesamowite jest to, że był w moim życiu przez 20 lat, ale nigdy go nie kochałam. Myślę, że on mnie też nie. Chciał jednak, żebym została jego żoną”.
W 1945 związała się z George’em Raftem, za pośrednictwem którego poznała gangstera Bugsy’ego Siegela, z którym przez jakiś czas się spotykała. Na początku lat 50. wdała się w romans z żonatym wówczas Robertem Mitchumem. Gwiazdor Nocy myśliwego zerwał tę relację w obawie przed reakcją Sinatry. Romansowała z Fredem MacMurrayem, ale gdy dowiedziała się, że jego żona jest ciężko chora, zerwała z nim. W 1961 związała się z restauratorem Claudem Terrail, który zerwał z aktorką, bo jak stwierdził „była zbyt niebezpieczna dla mnie. (…) Jak Jekyll i Hyde”.
Z kolei związek z George’em C. Scottem był dla niej szczególnie ciężki, ze względu na uzależnienie aktora od alkoholu i wszczynanie awantur. W okresie kręcenia Biblii Gardner została dotkliwie pobita przez partnera i trafiła do szpitala.
Trzy nieudane małżeństwa, wzrost popularności i wszechobecni fotoreporterzy przytłaczali Gardner, która pragnęła więcej prywatności i dlatego zdecydowała się opuścić Hollywood. Pomimo swoich liberalnych poglądów w II połowie lat 50. wyjechała do stolicy frankistowskiej Hiszpanii. Hiszpania zauroczyła aktorkę już w 1951, kiedy realizowała tam Pandorę i Latającego Holendra. Pierwszym domem, który aktorka kupiła za 66 tys. dolarów, była „La Bruja”, położona w rejonie La Moraleja. Ostatecznie przeniosła się do tzw. bliźniaka, niedaleko Nuevos Ministerios, gdzie jej sąsiadem był Juan Peron. To właśnie tam spotykała się z przedstawicielami życia artystycznego i kulturalnego. Oglądała korridę w Toledo, uczestniczyła w festiwalu w Sewilli.
W końcu lat 60. Gardner zdecydowała się zmienić otoczenie i wyprowadziła się do Wielkiej Brytanii. Wpływ na to miała decyzja hiszpańskiego urzędu skarbowego, który domagał się 1 miliona dolarów zaległego podatku. Od 1972 do 1990 mieszkała w Londynie na ulicy Ennismore Gardens 34. W późniejszych latach przestała być aktywna towarzysko i spędzała czas w wąskim gronie znajomych, odwiedzała Ennismore Arms pub.
Chociaż 35 lat mieszkała za granicą nigdy nie zrzekła się amerykańskiego obywatelstwa i wciąż odwiedzała swoją ojczyznę. W 1978 przybyła na zlot Rock Ridge High School, a w 1985 po raz ostatni odwiedziła Hrabstwo Johnston. Krewni aktorki do dziś żyją w jej rodzinnych stronach.
Po 20 latach kariery, w 1966 wyznała, że wolałaby mieć „najważniejsze dla kobiety – udane małżeństwo, dzieci i lepsze wykształcenie” niż robić filmy.
Chociaż zdobyła względne uznanie za swoje umiejętności aktorskie to miała do nich spory dystans. W wywiadzie z 1985 przyznała: „Nigdy nie byłam aktorką. Tak jak żadne z tych dzieciaków, które trafiło do MGM. Po prostu dobrze się na nas patrzyło”.

### Małżeństwo z Mickeyem Rooneyem

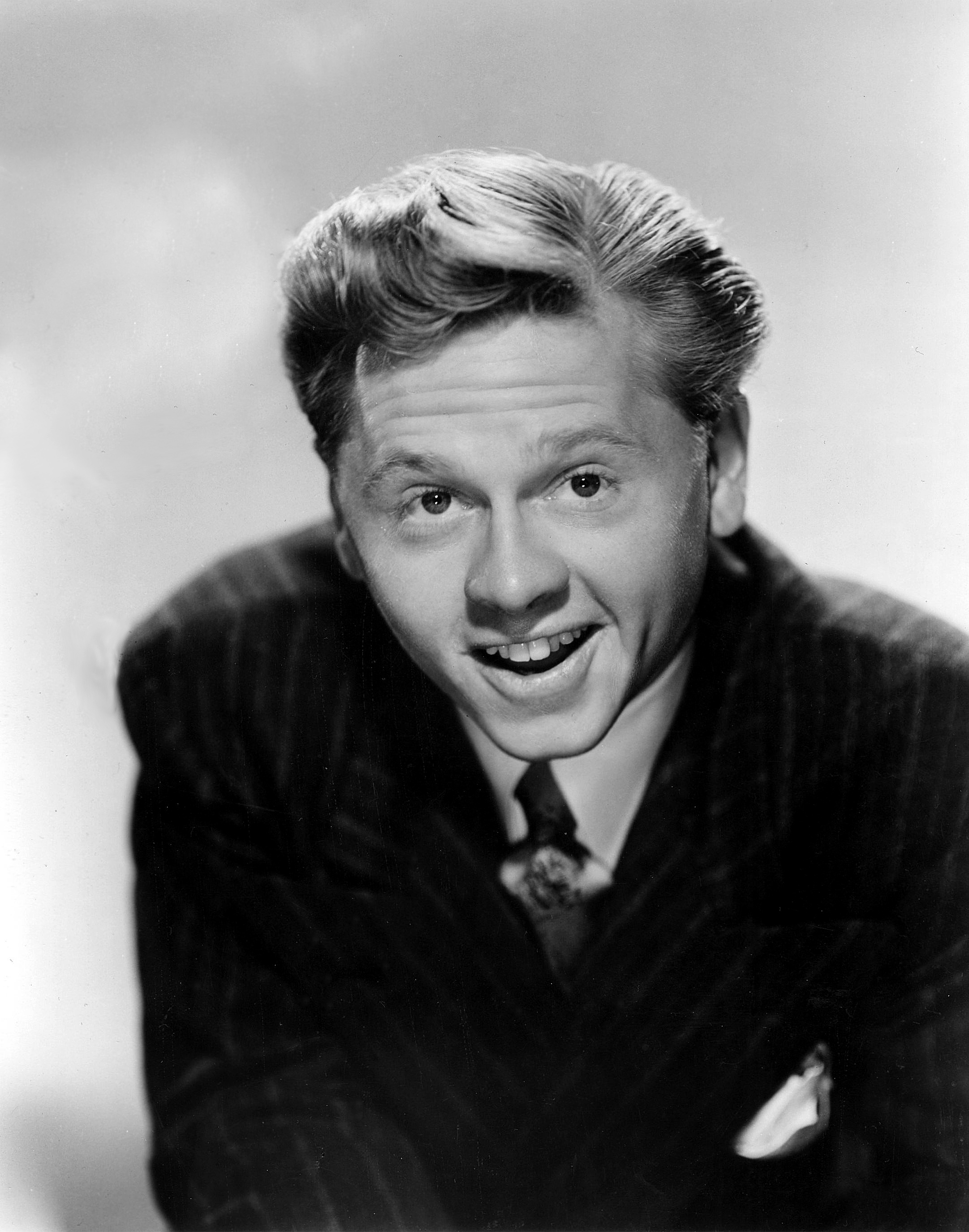
Rooney w latach 40.

Wkrótce po podpisaniu kontraktu z MGM Gardner związała się z ówczesną wielką gwiazdą wytwórni 21-letnim Mickeyem Rooneyem. Rooney na przełomie lat 30. i 40. był wyżej notowany w rankingach najbardziej dochodowych aktorów od Clarka Gable’a czy Spencera Tracy’ego. Para poznała się na planie Lasek na Broadwayu. „«Cześć» – powiedziała Ava. To wszystko. I bez uśmiechu. Ale powiedziała to przeciągając samogłoski w sposób typowy dla prowincji z Karoliny Północnej, a ja już przepadłem. Znałem wiele pięknych kobiet w moim życiu, ale ta mała dama dystansowała je wszystkie. Miała pięć stóp, ale zawsze nosiła wysokie obcasy, więc była mojego wzrostu, kiedy nosiłem buty na koturnie” – wspominał Rooney. Mężczyzna wielokrotnie zabiegał o względy Gardner i po roku starań kobieta zgodziła się. Ślub miał miejsce w oddalonym Ballard, w stanie Kalifornia, ponieważ szef wytwórni Louis B. Mayer obawiał się spadku popularności serii filmów z Ronneyem, gdyby widzowie dowiedzieli się, że ich bohater ożenił się. Para spędziła miesiąc miodowy w jednym z ośrodków w Carmel.
Zdaniem Gardner mężczyzna był świetnym kochankiem, ale zdradzał ją. Pewnego dnia aktorka opuściła szpital po zabiegu usunięcia wyrostka robaczkowego i wróciła do domu, gdzie znalazła szpilkę do włosów obcej kobiety. Rooney nie przyznawał się jednak do zdrady. Według Gardner mąż zdradzał ją z Laną Turner. Do rozstania doszło po kłótni, jaka miała miejsce w jednym z lokali. Według relacji aktorki w jej obecności pijany Rooney wyciągnął zeszyt z nazwiskami swoich kochanek i zaczął czytać o ich umiejętnościach seksualnych. Gardner opuściła wówczas lokal wraz z Peterem Lawfordem, któremu kazała przekazać Rooneyowi, że to koniec ich związku. Eddie Mannix, z MGM, ostrzegł aktorkę, że jeśli w sprawie rozwodowej wspomni o innych kochankach męża „będzie skończona”. Gardner, świadoma zagrożenia dla jej kariery, zgodziła się przystać na żądanie Mannixa, a po rozwodzie otrzymała nowy kontrakt filmowy i podwyżkę. W następstwie rozstania otrzymała 25 tys. dolarów i Lincolna Continental. Rooney kontynuował karierę, żenił się jeszcze 7 razy i 2 razy ogłaszał bankructwo. Zmarł w 2014

### Małżeństwo z Artie Shawem

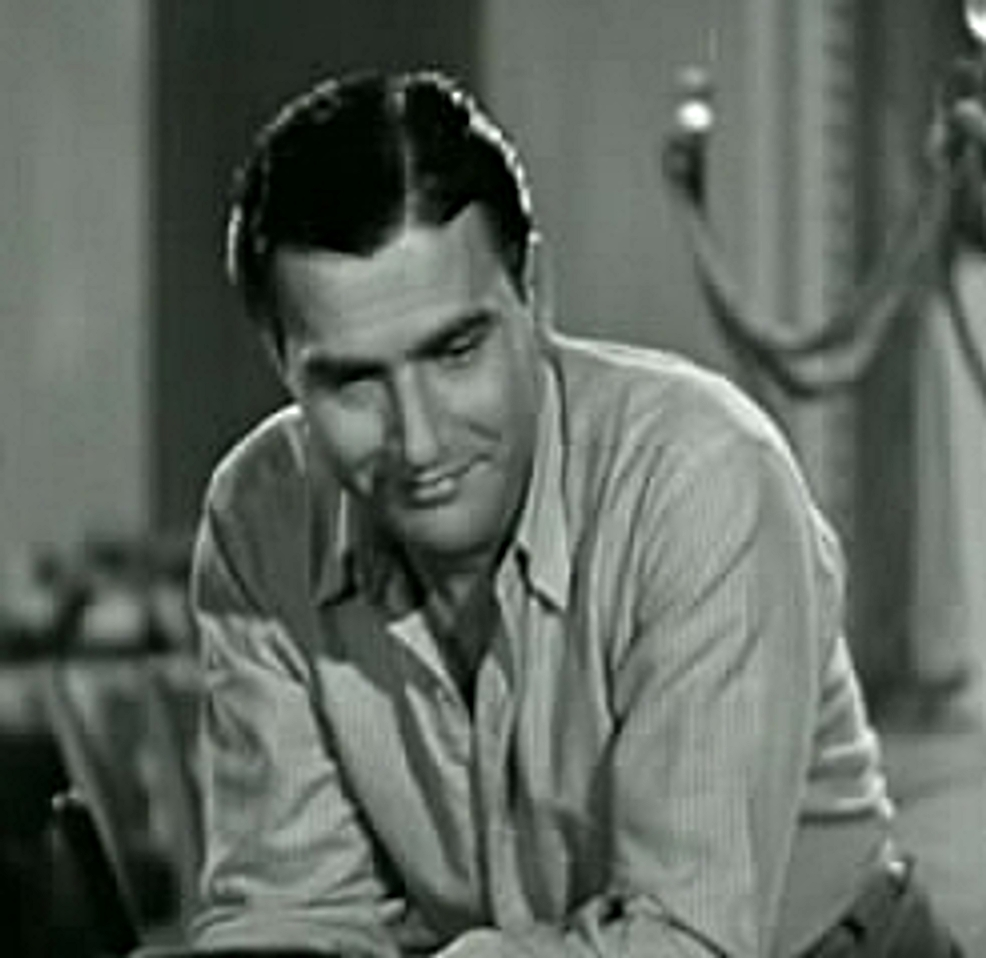
Shaw w 1940 r.

Artie Shaw był sławnym klarnecistą, znanym z takich hitów jak chociażby „Begin the Beguine”. W czasie II wojny światowej służył na Pacyfiku, na Guadalcanal, gdzie stracił słuch w lewym uchu. Aktorkę poznał dzięki znajomości z Frances Helfin. Zdaniem Gardner Shaw czytał bardzo dużo książek i był niezwykle inteligentnym i spostrzegawczym mężczyzną, przy którym czuła się na tyle niepewnie, że zdecydowała się na uczestnictwo w teście na inteligencję. Aktorka wpadła w takie kompleksy, że nawet zapisała się na Uniwersytet Kalifornijski. Twierdziła, że z powodu braku pewności zaczęła nadużywać alkoholu, widywała się trzy razy w tygodniu ze swoim psychiatrą. Gardner brała udział w trasach koncertowych Shawa, co spotkało się z niezadowoleniem szefów MGM, gdyż aktorka wciąż kojarzona była z Rooneyem. W 10 dni po rozwodzie z Betty Kern Shaw ożenił się z Gardner; para zamieszkała w Beverly Hills. Krótko po ślubie uświadomili sobie, że mieli zupełnie inną wizję małżeństwa. Shaw miał nie akceptować sposobu zachowania aktorki. Pewnego dnia po powrocie do domu Gardner zrzuciła buty i skoczyła na kanapę, jak miała w zwyczaju. Shaw widząc zachowanie żony wziął ją pod ręce i wyprowadził z domu na oczach tłumu. Po 10 miesiącach małżeństwa Shaw odszedł od Gardner dla pisarki Kathleen Winsor, która zasłynęła powieścią Wieczna Amber. Czarę goryczy przelała postawa mężczyzny przed Komisją ds. Działalności Antyamerykańskiej, gdzie donosił na swoich znajomych z branży, w tym na Hy Krafta, świadka na ślubie z Gardner. Po śmierci Gardner stwierdził, że zrujnowała swoje życie, zabiła siebie. Shaw postanowił zakończyć karierę muzyczną w połowie lat 50., doszedł bowiem do wniosku, że nie osiągnął narzuconego sobie poziomu artystycznego. Zmarł w 2004.

### Małżeństwo z Frankiem Sinatrą

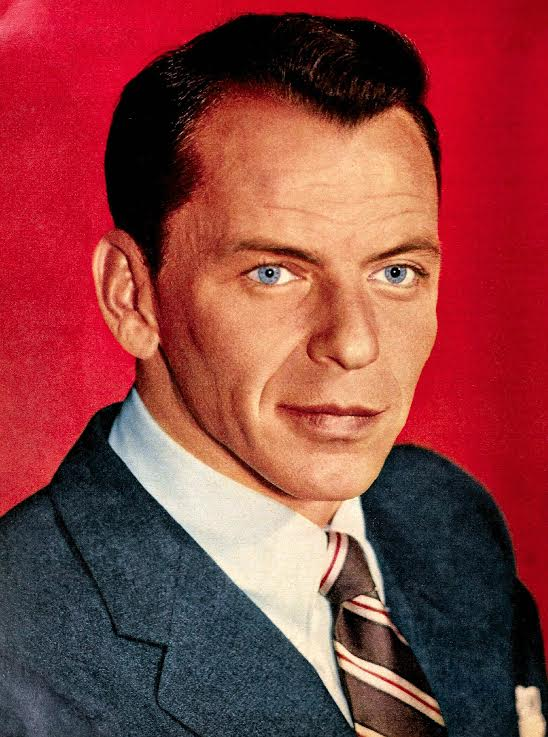
Sinatra w 1957 r.

Gardner poznała piosenkarza wkrótce po ślubie z Rooneyem. Widywała się z nim również na różnego rodzaju imprezach filmowców, ale o bliższej relacji nie było mowy, gdyż Sinatra był żonaty z Nancy Barbato i cieszył się nieposzlakowaną opinią. W 1949 nawiązał romans z Gardner, co wywołało skandal i zostało potępione przez przedstawicieli świata filmu i Kościoła katolickiego. Dwa lata później rozwiódł się z Nancy. Dnia 4 listopada 1951 Sinatra i Gardner w tajemnicy przed dziennikarzami przybyli do Filadelfii, aby zawrzeć związek małżeński. Na miejscu okazało się, że nie jest to możliwe od razu, ze względu na tamtejsze prawo. Cała sprawa wyszła na jaw do mediów, co rozzłościło piosenkarza, który nie tolerował obecności dziennikarzy. Ostatecznie jednak nowożeńcy stanęli na ślubnym kobiercu w Germantown, w Filadelfii. Jako prezent ślubny Gardner wręczyła swojemu mężowi złoty medalion ze św. Krzysztofem z jednej i św. Franciszkiem z drugiej strony, wraz z dedykacją „dla FS, zawsze Twoja, AG”.
Jednakże ich życie prywatne wciąż było pełne turbulencji i incydentów np. oboje jeździli po ulicach strzelając do sygnalizacji świetlnej, za co trafili na krótki czas do aresztu, z którego wydostali się ponoć za sprawą łapówki wysokości kilkudziesięciu tysięcy dolarów. Gardner nazywała Sinatrę gangsterem, a ten na wieść o rzekomych zdradach żony próbował odebrać sobie życie. Zdaniem aktorki był to okres „picia i walki. Rozstań i powrotów. To było szaleństwo. Randkowałam z innym, żeby go zranić. Frank robił to samo”. Z zazdrości o Gardner Sinatra przyleciał do Hiszpanii na wieść o jej romansie z torreadorem Mario Cabre. W 1951 Gardner wzięła udział w sesji zdjęciowej razem z Sammym Davisem Jr. dla magazynu „Ebony”, a prasa brukowa donosiła o rzekomym romansie obojga. Rozwścieczyło to Sinatrę. Na początku lat 50. Gardner wspierała finansowo Sinatrę, który wówczas nie miał pieniędzy nawet na prezenty dla swoich dzieci. Najprawdopodobniej to właśnie Gardner przekonała Harry’ego Cohna, szefa Columbia Pictures, aby zaangażował Sinatrę do Stąd do wieczności. Oscarowa rola spowodowała reaktywację kariery Sinatry. W czasie wspólnej podróży do Nairobi, na plan Mogambo, Gardner dowiedziała się, że jest w ciąży, ale w 1952 zdecydowała się ją usunąć, o czym zdruzgotany Sinatra dowiedział się po fakcie. Chciała, aby jej dziecko, tak jak ona, miało względnie spokojne dzieciństwo, a w ówczesnej sytuacji było to niemożliwe. Mężczyzna był przy Gardner po kolejnym zabiegu aborcji. Wprawdzie oboje dalej próbowali naprawić związek, ale ze względu na to, że oboje byli niezależni i mieli silne charaktery, trudno było im się porozumieć. Gardner miała dość zazdrości i zaborczości męża. W czasie kręcenia filmu Duma i namiętność Gardner oczekiwała na spotkanie z mężem, ale Sinatra unikał jej. W pewnym momencie aktorka pojechała do Rzymu wraz z kochankiem Walterem Chiarim i dała do zrozumienia prasie, że zamierza się z nim związać. Ostatecznie para rozwiodła się w 1957, ale po tym wciąż utrzymywali znajomość. Sinatra opiekował się Gardner po wylewie i regularnie dzwonił na święta z życzeniami. „Frank i ja zostaliśmy kochankami na wieczne czasy. Wielkie słowa, wiem, ale naprawdę czułam, że cokolwiek się stanie zawsze bylibyśmy zakochani” – mówiła Gardner. Córka Sinatry, Tina, stwierdziła, że Gardner była miłością życia ojca, po utracie której nigdy się nie otrząsnął.

### Światopogląd
Gardner była wychowywana jako baptystka, jednakże w życiu dorosłym deklarowała się jako ateistka. Wpływ na to miało wydarzenie związane ze śmiercią jej ojca. „Nikt nie chciał znać taty, kiedy umierał. Był sam. Przestraszony. Widziałam strach w jego oczach, kiedy się uśmiechał. Poszłam do kapłana, który ochrzcił mnie. Błagałam go, aby odwiedził tatę (…) Pobłogosławił, czy coś w tym stylu. Nigdy tego nie zrobił, nigdy nie przyszedł. Boże, znienawidziłam go. Zimny drań (…) Nie miałam po tym czasu na religię. Nigdy się nie modliłam”.
Gardner była demokratką. Razem z ówczesnym mężem Sinatrą brała udział w kampanii Adlaia Stevensona w 1955.

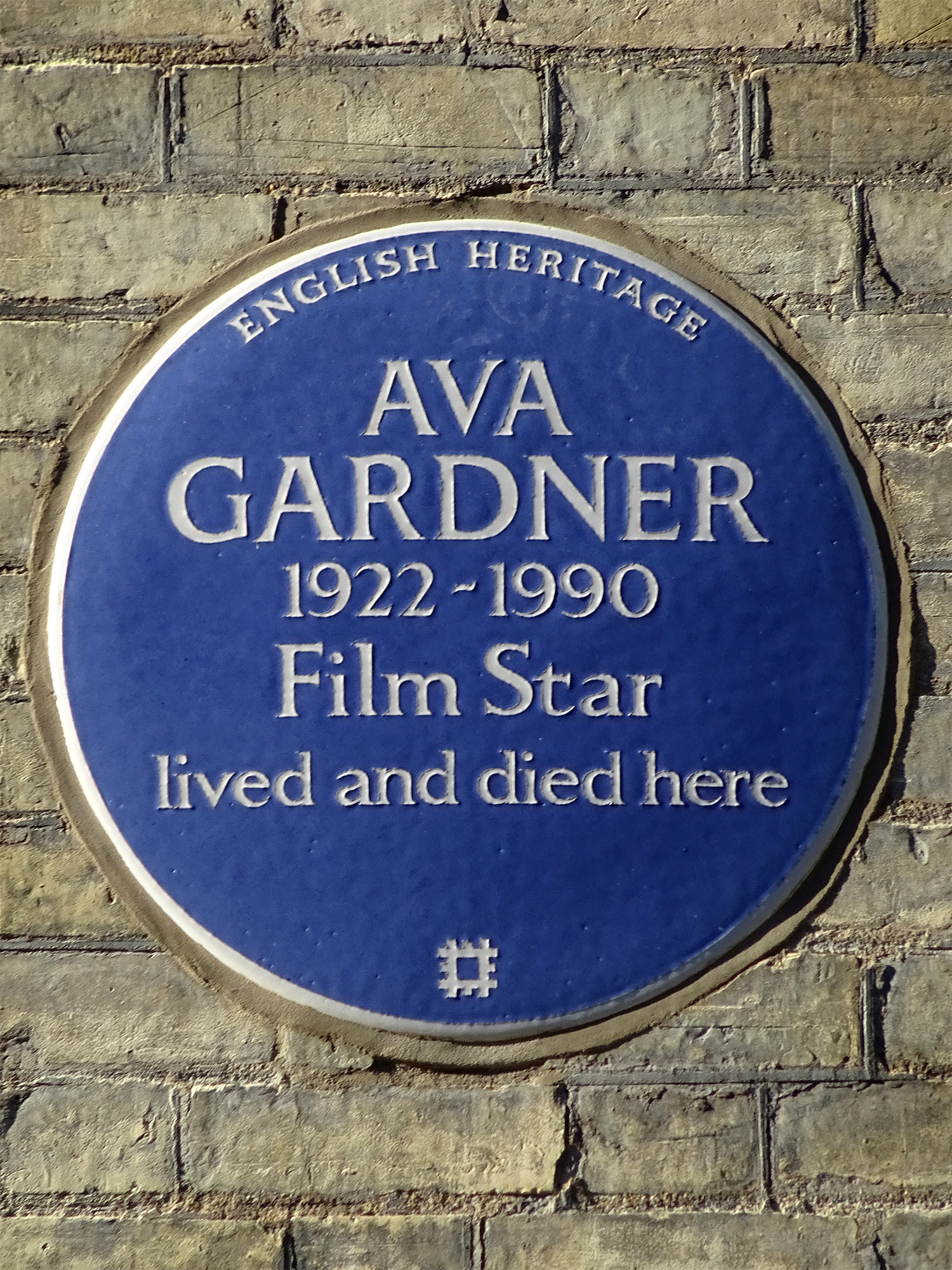
Tablica pamiątkowa upamiętniająca Gardner, umieszczona na elewacji budynku, w którym aktorka spędziła ostatnie lata swojego życia

### Miejsce w kulturze popularnej
W latach 50. okrzyknięta została „najpiękniejszą istotą na świecie”. W 1995 magazyn „Empire” umieścił ją na liście najpiękniejszych gwiazd filmowych w historii kina. Kubańska poczta w 2001 wydała znaczek z podobizną aktorki. Wspominana był w różnych piosenkach m.in. w Appetite (For Lightnin’ Dynamite) Citizen Cope, La Beaute d’Ava Gardner Alaina Souchona, Falling Down Jamesa, Serpentine Jimmy’ego Buffetta.

## Filmografia

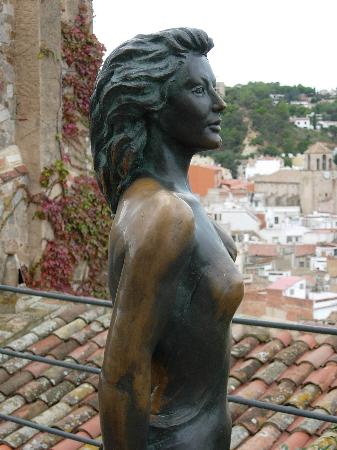
Pomnik Avy Gardner w Tossa de Mar

| Rok  | Tytuł                        | Rola                            | Uwagi | Źr.     |
| ---- | ---------------------------- | ------------------------------- | --- | ------- |
| 1941 | Fancy Answers                | dziewczyna na recitalu          | Niewymieniona w napisach                                                                                           | [ 82 ]  |
| 1941 | Strange Testament            | kelnerka                        | Niewymieniona w napisach                                                                                           | [ 83 ]  |
| 1941 | Cień zbrodni                 | przechodzień                    | Niewymieniona w napisach                                                                                           | [ 84 ]  |
| 1941 | H.M. Pulham, Esq.            | widz                            | Niewymieniona w napisach                                                                                           | [ 85 ]  |
| 1941 | Laski na Broadwayu           | dziewczynka                     | Niewymieniona w napisach                                                                                           | [ 86 ]  |
| 1942 | Joe Smith, American          | sekretarka                      | Niewymieniona w napisach                                                                                           | [ 87 ]  |
| 1942 | We Do It Because…            | Lucretia Borgia                 | Niewymieniona w napisach                                                                                           | [ 88 ]  |
| 1942 | This Time for Keeps          | dziewczyna zapalająca papierosa | Niewymieniona w napisach                                                                                           | [ 89 ]  |
| 1942 | Kid Glove Killer             | Car Hop                         | Niewymieniona w napisach                                                                                           | [ 90 ]  |
| 1942 | Sunday Punch                 | Ringsider                       | Niewymieniona w napisach                                                                                           | [ 91 ]  |
| 1942 | Calling Dr. Gillespie        | uczennica                       | Niewymieniona w napisach                                                                                           | [ 92 ]  |
| 1942 | Mighty Lak a Goat            | dziewczyna                      | Niewymieniona w napisach                                                                                           | [ 93 ]  |
| 1942 | Spotkanie we Francji         | sprzedawczyni                   | Niewymieniona w napisach                                                                                           | [ 94 ]  |
| 1943 | Hitler’s Madman              | Franciska Pritric, uczennica    | Niewymieniona w napisach                                                                                           | [ 95 ]  |
| 1943 | Ghosts on the Loose          | Betty                           | | [ 96 ]  |
| 1943 | Young Ideas                  | dziewczyna                      | Niewymieniona w napisach                                                                                           | [ 97 ]  |
| 1943 | Du Barry Was a Lady          | dziewczyna                      | Niewymieniona w napisach                                                                                           | [ 98 ]  |
| 1943 | Swing Fever                  | recepcjonistka                  | Niewymieniona w napisach                                                                                           | [ 99 ]  |
| 1943 | Upadły anioł                 | Hat Check Girl                  | Niewymieniona w napisach                                                                                           | [ 100 ] |
| 1944 | Dwie dziewczyny i żeglarz    | dziewczyna ze snu               | Niewymieniona w napisach                                                                                           | [ 101 ] |
| 1944 | Trzej mężczyźni w bieli      | Jean Brown                      | | [ 102 ] |
| 1944 | Maisie Goes to Reno          | Gloria Fullerton                | | [ 103 ] |
| 1944 | Blonde Fever                 | Bit Role                        | Niewymieniona w napisach                                                                                           | [ 104 ] |
| 1945 | She Went to the Races        | Hilda Spotts                    | | [ 105 ] |
| 1946 | Whistle Stop                 | Mary                            | | [ 106 ] |
| 1946 | Zabójcy                      | Kitty Collins                   | | [ 107 ] |
| 1947 | Singapur                     | Linda Grahame/Ann Van Leyden    | | [ 108 ] |
| 1947 | Handlarze                    | Jean Ogilvie                    | | [ 109 ] |
| 1948 | Dotknięcie Wenus             | Venus                           | | [ 110 ] |
| 1949 | Łapówka                      | Elizabeth Hintten               | | [ 111 ] |
| 1949 | Wielki grzesznik             | Pauline Ostrovsky               | | [ 112 ] |
| 1949 | East Side, West Side         | Isabel Lorrison                 | | [ 113 ] |
| 1951 | Pandora i Latający Holender  | Pandora Reynolds                | | [ 114 ] |
| 1951 | Zapomniana przeszłość        | Barbara Beaurevel               | | [ 115 ] |
| 1951 | Statek komediantów           | Julie LaVerne                   | | [ 116 ] |
| 1952 | Samotna gwiazda              | Martha Ronda                    | | [ 117 ] |
| 1952 | Śniegi Kilimandżaro          | Cynthia Green                   | | [ 118 ] |
| 1953 | Rycerze Okrągłego Stołu      | Guinevere                       | | [ 119 ] |
| 1953 | Jedź, kowboju                | Cordelia Cameron                | | [ 120 ] |
| 1953 | Wszyscy na scenę             | jako ona sama                   | | [ 121 ] |
| 1953 | Mogambo                      | Honey Bear Kelly                | nominacja do Oscara                                                                                                | [ 122 ] |
| 1954 | Bosonoga Contessa            | Maria Vargas                    | | [ 123 ] |
| 1956 | Ludzie mieszanej krwi        | Victoria Jones                  | nominacja do nagrody BAFTA                                                                                         | [ 124 ] |
| 1957 | Mała chatka                  | Lady Susan Ashlow               | | [ 125 ] |
| 1957 | Słońce też wsschodzi         | Lady Brett Ashley               | | [ 126 ] |
| 1958 | Maja naga                    | Maria Cayetana, Duchess of Alba | | [ 127 ] |
| 1959 | Ostatni brzeg                | Moira Davidson                  | nominacja do nagrody BAFTA                                                                                         | [ 128 ] |
| 1960 | Anioł w czerwonej sukni      | Soledad                         | | [ 129 ] |
| 1963 | 55 dni w Pekinie             | Baroness Natalie Ivanoff        | | [ 130 ] |
| 1964 | Siedem dni w maju            | Eleanor Holbrook                | | [ 131 ] |
| 1964 | Noc iguany                   | Maxine Faulk                    | Nagroda Międzynarodowego Festiwalu Filmowego w San Sebastián nominacja do nagrody BAFTA nominacja do Złotego Globu | [ 132 ] |
| 1966 | Biblia                       | Sara                            | | [ 133 ] |
| 1968 | Mayerling                    | Elżbieta Bawarska               | | [ 134 ] |
| 1970 | Tam Lin                      | Michaela Cazaret                | | [ 135 ] |
| 1972 | Sędzia z Teksasu             | Lily Langtry                    | | [ 136 ] |
| 1974 | Trzęsienie ziemi             | Remy Royce-Graff                | | [ 137 ] |
| 1975 | Spirala śmierci              | Katina Petersen                 | | [ 138 ] |
| 1976 | Błękitny ptak                | Luxury                          | | [ 139 ] |
| 1976 | Skrzyżowanie Kassandra       | Nicole Dressler                 | | [ 140 ] |
| 1977 | Bractwo strażników ciemności | Miss Logan                      | | [ 141 ] |
| 1979 | Miasto w ogniu               | Maggie Grayson                  | | [ 142 ] |
| 1980 | Porwanie prezydenta          | Beth Richards                   | | [ 143 ] |
| 1981 | Kapłan miłości               | Mabel Dodge Luhan               | | [ 144 ] |
| 1982 | Regina Roma                  | Mama                            | | [ 145 ] |
| 1985 | A.D.                         | Agrypina                        | miniserial | [ 146 ] |
| 1985 | Knots Landing                | Ruth Galveston                  | w 7 odcinkach | [ 147 ] |
| 1985 | Długie, gorące lato          | Minnie Littlejohn               | film telewizyjny                                                                                                   | [ 148 ] |
| 1986 | Harem                        | Kadin                           | film telewizyjny                                                                                                   | [ 149 ] |
| 1986 | Maggie                       | Diane Webb                      | film telewizyjny                                                                                                   | [ 150 ] |

## Nagrody i nominacje
- 1953: 2. miejsce – Nagroda Nowojorskiego Koła Krytyków Filmowych w kategorii najlepsza aktorka za film Mogambo
- 1954: nominacja do Oscara dla najlepszej pierwszoplanowej aktorki za film Mogambo
- 1957: nominacja dla najlepszej aktorki – Laurel Award
- 1957: nominacja do BAFTA w kategorii najlepsza zagraniczna aktorka za film Ludzie mieszanej krwi
- 1960: nominacja do BAFTA w kategorii najlepsza zagraniczna aktorka za film Ostatni brzeg
- 1964: najlepsza aktorka – Międzynarodowy Festiwal Filmowy w San Sebastián
- 1964: nominacja do BAFTA w kategorii najlepsza zagraniczna aktorka za film Noc iguany
- 1965: nominacja do Złotego Globu w kategorii najlepsza aktorka za film Noc iguany[151]

## Upamiętnienie
- 1983 – album Robina Gibba How old are You?, na którego przedniej okładce znajduje się plakat z Avą Gardner i Clarkiem Gable’em[152]
- 1992 – serial Sinatra. W rolę Gardner wcieliła się Marcia Gay Harden[153]
- 1996 – film Love and Betrayal: The Mia Farrow Story. W rolę Gardner wcieliła się Christine Andreas[154][155]
- 1998 – film The Rat Pack. W rolę Gardner wcieliła się Deborah Kara Unger[156]
- 1999 – film Wschodząca gwiazda. W rolę Gardner wcieliła się Jon Mack[157]
- 2004 – film Aviator. W rolę Gardner wcieliła się Kate Beckinsale[158]
- 2012 – film Fino all’ultima risata. W rolę Gardner wcieliła się Anna Drijver[159]